# Port lotniczy Lipsk/Halle

Ogólny plan lotniska Leipzig-Halle

Port lotniczy Lipsk/Halle (niem. Flughafen Leipzig/Halle) – międzynarodowy port lotniczy położony 15 km na północny zachód od Lipska i 23 km na południowy wschód od Halle w miejscowości Schkeuditz. Jest największym portem lotniczym w Saksonii. W roku 2008, po dwóch latach budowy, otwarto tu centrum przeładunkowe DHL – przeładunek towarów wzrósł przez to ponad trzykrotnie. Ze względu na zakaz lotów nocnych oraz postępującą konsolidację w branży lotniczej i turystycznej spadła natomiast liczba pasażerów – w 2008 było ich 2,4 mln, niemal o dziesięć procent mniej niż rok wcześniej.

## Linie lotnicze i połączenia
| Linia lotnicza       | Kierunek |
| -------------------- | --- |
| Air Cairo            | 1. Hurghada |
| Austrian Airlines    | 1. Wiedeń |
| Condor               | 1. Agadir (od 20 maja 2024) 2. Fuerteventura 3. Madera 4. Gran Canaria 5. Hurghada 6. Palma de Mallorca 7. Teneryfa-Południe Sezonowo: 1. Antalya 2. Chania 3. Korfu 4. Faro 5. Heraklion 6. Jerez (od 17 maja 2024) 7. Kos 8. Lanzarote 9. Rodos |
| Corendon Airlines    | 1. Antalya Sezonowo: 1. Hurghada |
| European Air Charter | Sezonowe czartery: 1. Burgas 2. Warna |
| Eurowings            | 1. Palma de Mallorca |
| Freebird Airlines    | Sezonowo: 1. Antalya Sezonowe czartery: 1. Burgas 2. Korfu 3. Fuerteventura |
| Lufthansa            | 1. Frankfurt 2. Monachium |
| Marabu               | Sezonowo: 1. Heraklion |
| Nouvelair            | Sezonowo: 1. Dżerba 2. Monastyr |
| Pegasus Airlines     | 1. Antalya |
| Ryanair              | 1. Londyn-Stansted Sezonowo: 1. Dublin |
| Smartwings           | Sezonowe czartery: 1. Abu Zabi |
| Southwind Airlines   | Sezonowe czartery: 1. Antalya |
| Sundair              | Sezonowo: 1. Antalya |
| SunExpress           | 1. Antalya |
| Turkish Airlines     | 1. Stambuł |
| Wizz Air             | 1. Bukareszt (od 4 czerwca 2024) 2. Tirana (od 1 października 2024) |

### Cargo
| Linia lotnicza   | Kierunek |
| ---------------- | --- |
| AeroLogic        | 1. Bahrajn 2. Bangkok-Suvarnabhumi 3. Bengaluru 4. Bruksela 5. Ćennaj 6. Chicago-O’Hare 7. Cincinnati 8. Kolonia/Bonn 9. Dallas-Fort Worth 10. Delhi 11. Dubaj 12. East Midlands 13. Frankfurt 14. Guadalajara 15. Ho Chi Minh 16. Hongkong 17. Houston-Intercontinental 18. Los Angeles 19. Meksyk 20. Miami 21. Mumbaj 22. Nowy Jork-JFK 23. Seattle-Tacoma 24. Seul-Inczon 25. Szanghaj-Pudong 26. Shenzhen 27. Singapur 28. Stavanger 29. Taszkent 30. Tokio-Narita 31. Toronto-Pearson |
| Amazon Air       | 1. Kolonia/Bonn 2. East Midlands 3. Katowice 4. Madryt 5. Mediolan-Malpensa 6. Londyn-Southend |
| Cargojet Airways | 1. East Midlands |
| DHL Aviation     | 1. Ałmaty 2. Amsterdam 3. Ateny 4. Bahrajn 5. Bangkok-Suvarnabhumi 6. Barcelona 7. / Bazylea 8. Belgrad 9. Bengaluru 10. Mediolan-Bergamo 11. Bolonia 12. Bratysława 13. Brno 14. Bruksela 15. Budapeszt 16. Cincinnati 17. Kolonia/Bonn 18. Kopenhaga 19. Delhi 20. Dubaj 21. Dublin 22. East Midlands 23. Edynburg 24. Frankfurt 25. Gdańsk 26. Genewa 27. Helsinki 28. Ho Chi Minh 29. Hongkong 30. Stambuł 31. Stambuł-Sabiha Gökçen 32. Katowice 33. Lagos 34. Lahaur 35. Linz 36. Lublana 37. Londyn-Heathrow 38. Londyn-Luton 39. Los Angeles 40. Lyon 41. Madryt 42. Marsylia 43. Mediolan-Malpensa 44. Miami 45. Moskwa-Szeremietiewo 46. Mumbaj 47. Monachium 48. Nantes 49. Nowy Jork-JFK 50. Oslo-Gardermoen 51. Ostrawa 52. Paryż-Charles de Gaulle 53. Piza 54. Ryga 55. Rzym-Ciampino 56. Seul-Inczon 57. Szanghaj-Pudong 58. Shannon 59. Szardża 60. Singapur 61. Skopje 62. Sofia 63. Sztokholm-Arlanda 64. Stuttgart 65. Taszkent 66. Tel Awiw 67. Treviso 68. Turku 69. Wilno 70. Vitoria 71. Warszawa-Okęcie |
| MNG Airlines     | 1. Kolonia/Bonn 2. Stambuł |

## Inne
Na terenie portu znajduje się stacja kolejowa Flughafen Leipzig/Halle.